# دزرت شورز (کالیفرنیا)
دزرت شورز (به انگلیسی: Desert Shores) یک منطقهٔ مسکونی در ایالات متحده آمریکا است که در شهرستان ایمپریال، کالیفرنیا واقع شده‌است. دزرت شورز ۱٫۷۶۵ کیلومتر مربع مساحت و ۱٬۱۰۴ نفر جمعیت دارد و -۶۰ متر بالاتر از سطح دریا واقع شده‌است.